# Датуна
Датуна — село (аул) в Шамильском районе Дагестана. Входит в состав сельского поселения «Сельсовет „Голотлинский“».

## Географическое положение
Расположено в 8 км к востоку от районного центра села Хебда, на левом берегу реки Аварское Койсу.

## Население
| 1888 | 1895 | 1926 | 1939 | 1970 | 1989 | 2002 |
| ---- | ---- | ---- | ---- | ---- | ---- | ---- |
| 71   | ↗80  | ↘75  | ↗99  | ↗149 | ↘137 | ↗179 |
| 2010 | 2021 |      |      |      |      |      |
| ↘174 | ↗214 |      |      |      |      |      |

## Достопримечательности
Вблизи села расположен средневековый христианский храм — Датунский.